# Tháp Zunda
Tháp Zunda (Zunda Towers) hay Tháp Z (Z-Towers) là cặp tòa nhà chọc trời nằm ở Riga, Latvia. Tổng thể tòa tháp được thiết kế bởi  công ty kiến trúc F.L.Tadao & Lukševics và phần mặt tiền được thiết kế bởi kiến trúc sư người Mỹ Helmut Jahn.  Tòa tháp này được dùng hỗn hợp với mục đích làm văn phòng thương mại và nơi cư trú.
Tổng chi phí xây dựng tòa tháp là hơn 250 triệu euro.  Việc xây dựng tòa tháp hoàn thành vào năm 2017 và được đưa vào hoạt động chính thức vài năm sau đó.

## Mô tả
Zunda Towers gồm 2 tòa nhà dạng hình trụ và được bao phủ bởi những bức tường bằng kính hiện đại. Tòa cao nhất trong tháp đạt chiều cao 123 mét (404 feet) và tòa còn lại cao 117 mét (384 feet). Cả hai tòa nhà đều có 30 tầng và được xây nối với nhau bằng 5 tầng đầu tiên, khu vực được mở cho công chúng tham quan. Tòa tháp này có tổng cộng 336 căn hộ, không gian văn phòng tổng chiếm 10.000 m2 (100.000 foot vuông) và bãi đỗ xe có thể chứa tối đa 700 chiếc ô tô.

## Lịch sử

### Thiết kế và xây dựng dự án
Việc xây dựng Zunda Towers được khởi xướng vào năm 2004. Tuy nhiên, trong thời gian hoàn thiện, ban quản lý dự án có lúc đã lên kế hoạch biến tòa tháp thành một khách sạn với dự tính hoàn thành vào năm 2010 và được quản lý bởi tập đoàn Starwood – công ty mẹ của chuỗi khách sạn Sheraton vào thời điểm đó. Zunda Towers mất hơn 13 năm để khởi công và hoàn thành, tốn hơn 250 triệu euro. Quá trình xây dựng tòa bộ tòa tháp hoàn tất chính thức vào năm 2017.
Tỷ phú người Nga Yuri Shefler, ông chủ của tập đoàn SPI Group là một trong những người ủng hộ chủ chốt cho việc xây dựng tòa Zunda Towers. SPI Group là chủ sở hữu thương hiệu rượu Stolichnaya, một loại vodka sản xuất tại Latvia. Tập đoàn này cũng nắm giữ cổ phần tại Latvijas Balzams, công ty sản xuất đồ uống có cồn lớn nhất ở Latvia. Shefler trước đó từng công khai phản đối các chính sách của Nga kể từ khi ông Vladimir Putin nhậm chức quyền tổng thống và chuyển đến kinh doanh tại Latvia nhằm tránh né các ảnh hưởng chính trị tại quê nhà.

### Khai thác thương mại
Tòa Zunda Towers ban đầu được sử dụng với mục đích tiếp thị thương mại cho người Nga hoặc thuộc Cộng đồng các Quốc gia Độc lập đang tìm kiếm cơ hội tại các nước trong khối Liên minh Châu Âu và hệ thống tài chính tại các quốc gia này. Tại website của tòa tháp có đăng các hướng dẫn cách lấy quyền cư trú tại châu Âu với việc mua bất động sản. Tuy nhiên, sau cuộc xâm lược của Nga vào Ukraina, các thông tin hướng dẫn này đã bị gỡ bỏ khỏi trang web. Bên cạnh đó, tên chính thức vào thời điểm đó của tòa tháp là Z-Towers cũng được đổi thành Zunda Towers nhằm tránh việc liên tưởng đến cuộc chiến của Nga vào Ukraina, vì chữ "Z" trong  Chiến tranh Nga-Ukraina đã trở thành ký tự vẽ trên các xe quân sự của Lực lượng vũ trang Nga.